# الأميمي (مسلسل)
الاميمي، مسلسل سوري درامي.

## قصة المسلسل
«الأميمي» هو المسؤول عن تسخين المياه في «حمام السوق» ويقضي فيه معظم أوقاته، وتنعكس طبيعة مهنته على شكل علاقاته مع الناس، بل ترتبط أحداثه بزمانٍ ومكان محددين: «دمشق في العام 1850، بعد خروج» إبراهيم باشا«من بلاد الشام، وعودة العثمانيين للحكم، ويرصد المسلسل ارتدادات الأحداث السياسية على الحياة الاجتماعية للناس في تلك الفترة». يبدء الاميمي بصراع بين مراد بيك الشخصية السلبية وفتحي بيك أخو الاميمي يكشف الاميمي انو مراد بيك وأبو رياض هما ورا السرقات الي تصير في من الزعران ويروح عند مراد يقول بدي اشارك بسرقة مراد بيك يسئل مين معاك كمان قال رفيقي فوزي ومراد بيك يامر بقتل فوزي ويقتل فوزي يتزوج سلامة من منورة ويطلقها بعد يومين فقط ويطالب الاميمي أخوه فتحي بحصة من الورثة وفتحي يسجن أخوه ومراد يخرجه ويسرق ابوسرده وسلامة مطمورة ابوعبدو يوقسمان المصاري أبو سرده منور انو سلامة معاه مصاري وتسرق منور مصاري سلامة الكمين وموت فتحي بيك ويسرق مراد كرسة المعاشات ويقتل فتحي بيك هو والزعران الي معو وسلامة شاف مراد يقتل أخوه خلف الاشجار ويروح سلامة عند مراد ويهدد انو راح يفضح إذا ما اعطاه نصف المصاري ويطلب من مراد انو يصير بيك ويامر رجاله بقتل أبو رياض وبرغوم ويستلم ويستلم سلامة البكوية ويعطي مراد الطبنجة الي قتل بها أخوه فتحي ويعدم أبو سرده بتهة تجارة السلاح وفي الحلقة الأخيرة يروح مراد عند ام زاهد يخبرها انو سلامة هو الي قتل أخوه ويتهم سلامة بتجار السلاح ويعدم سلامة انتهت القصة
| الفنان          | الدور |
| --------------- | --- |
| سلوم حداد       | (مراد بيك) وهو رجل شرير وكبير الصوباشية وقاتل فتحي بيك بسبب كرهه له وغيرته منه يقوم بالمشاكل ويريد كل شيء له يقوم بالكذب ويقول ان سلامة قتل فتحي بيك وأنه تاجر سلاح. |
| عباس النوري     | (سلامة)، الاميمي هو أميمي الحمام المسوؤل عن تسخين المياه يعمل هذا العمل ليأكل ويطعم بناته وقد ظلم من أبوه وأخوه لان شريف ابنه وهو رجل شرير وجشع وطماع وغدار وصديق جواد وأبو سردة يعتقل مرارا وتكرارا بسبب اخوه فتحي بيك يهدد مراد بالاخبار عنه اذا لم يعطه نصف النقود وان يصبح بيك يعتقل في الحلقة الاخيرة بتهمة تجارة السلاح.                          |
| كاريس بشار      | (منور) وهي امرأة خادمة عند الناس وهي أم عمر يموت زوجها في الحرب فتضطر للزواج من سلامة ولكنه يطلقها بعد أيام بسبب معرفتها بأنها كانت تزني وهي تكره سلامة وتحقد عليه تقوم بالزواج من المختار وتخبره أن أبو سردة هو الذي سرق مطمورة أبو عبدو. |
| سيف الدين سبيعي | (أبو سردة)وهو رجل أزعر وسرسري في الحارة وبياع السوس وصديق سلامة وفوزي يعدم في الحلقة 30 بسبب اتهام منور له بسرقة أبو عبدو واتهم بتجارة السلاح. |
| جلال شموط       | (فتحي بيك) وهو رجل شرير وظالم ويكره أخوه سلامة وهو ليس والد شريف الحقيقي يقتل على يد مراد بيك. |
| وفاء موصللي     | (ام شريف٫ ام زاهر) هي امرأة حقيرة وتكره سلامة تقوم بتبديل الاولاد تبدل ابنتها بشريف وتقول للمولدة ان تكذب وتقول ان سلامة اتاه توأم من البنات وفتحي اتاه صبي ولكن تفضح في النهاية ويغمى عليها بعد ضرب سلامة لها بسبب هجومها عليه في بيته واتهامه بقتل فتحي.                                                                                              |
| معتصم النهار    | (شريف)وهو رجل محترم وايجابي وطيب وحنون ويحب سلامة جدا وصاحب المالكانات باعتبراه أول حفيد اتى يكتشف فيما بعد ان فتحي ليس بوالده وان ام شريف ليست امه ويكتشف ان سلامة والده الحقيقي. |
| فادي الشامي     | (زاهر) وهو رجل حقود على عمه سلامة وابن أبو شريف وشقيق شريف ويعمل بأرض والده. |
| نضال سيجري      | (جواد، أبو عيسى)وهو زبال الحارة اسمه الحقيقي ليان كان نصراني ولكنه أسلم لحبه لفاطمة الذي تزوجها وقد كان يعمل في القنصلية الفرنسية ويقطع لسانه بسبب شتمه للقنصلية وقد كان يعمل مع شخص اسمه حنة وقد قام بسرقة سلاح من مدارس إبراهيم باشا وخبئه في المنزل وهو عدو حنة ويسعى مراد بيك لجلب السلاح وهو صديق سلامة الحميم يعتقل في النهاية بتهمة تجارة السلاح |
| شكران مرتجى     | (ام عبدو، انعام)وهي داية الحارة وبنت الداية أم انعام التي ولدت أم شريف وهي تعلم بما فعلته أم شريف وتهدد أم شريف بأن تفضحها إذا لم تعطها المال وهي امرأة بخيلة جدا وزوجة أبو عبدو تطلق من أبو عبدو بسبب كتمانها ما فعلته أم شريف |
| نادين تحسين بيك | (اعتدال) وهي بنت أبو حسين وهي امرأة كسولة وشقية ولكنها طيبة وتحب الشقاوة والكسل تحب أبو سردة ولكنها تتزوج من سلامة في النهاية. |
| حسن عويتي       | (أبو عبدو) وهو خضرجي الحارة وهو رجل بخيل ولديه مطمورة تسرق من بيته هناك مشاكل بينه وبين بيت أبو خليل الفران يطلق زوجته انعام بسبب كتمانها ما فعلته أم شريف. |
| ليليا الأطرش    | (خيرية) وهي بنت أبو خليل وزوجة عبدو تسرق صندوق نقود عبدو بعد تركها المنزل بسبب بخل عبدو ويتهمها عبدو بسرقة الطمورة ولكنها لم تسرقها كاد أبو خليل أن يقطع يدها لولا تهدئة خليل له. |
| سليم كلاس       | (أبو عصمت)وهو مختار الحارة وأحد رجال الحارة يتزوج من منور. |
| حسام تحسين بيك  | (أبو حسين)وهو صاحب الحمام ووالد حسين وهدى واعتدال واحد رجال الحارة وهو رجل مريض يموت بسبب مرضه. |
| أمانة والي      | (رسمية)وهي زوجة سلامة الثانية هي نتحمل سلامة على الرغم من أنه يضربها ويقسو عليها وهي لا تنجب أولاد يدعي سلامة أنم ذهبوا إلى طبرية وأخذت ورثة واخذها سلامة ولكنها خدعة ولم يصدقها الكثيرون. |
| رياض النحاس     | (الشيخ محفوظ)وهو شيخ الحارة ويلجأ له اهل الحارة بالفتاوي والشرع. |
| محمد الخير جراح | (حنة، أبو جورج)وهو الرجل الذي كان يعمل مع جواد في القنصلية الفرنسة ويطالب جواد بالسلاح لكنه يرفض وهو عدو جواد بسبب طرده من القنصلية بسببه يعدم في الحلقة 30 بتهمة تجارة السلاح. |
| طارق مرعشلي     | (خليل) وهو ابن أبو خليل الفران وهو رجل عصبي جدا ويكره الضرائب والحكمدارية يخطف ويعذب عذابا شديدا بسببه شتمه السلطة ولكنه يرجع هو زوج سعدية بنت أبو عبدو يقوم بقتل الدركي الذي عذبه في الحلقة الأخيرة. |